# Campeonato mundial de hockey sobre patines femenino de 2016
El XIII Campeonato mundial de hockey sobre patines femenino se celebró en Iquique, Región de Tarapacá, Chile, entre el 24 de septiembre y el 1 de octubre de 2016. Fue organizado directamente por la Federación Chilena de Hockey y Patinaje y la Ilustre Municipalidad de Iquique, e indirectamente por la Federación Internacional de Roller-Sports (FIRS).
En el torneo, que se realizó en la ribera de Playa Brava, participaron las selecciones de hockey de trece países conformando tres grupos de equipos.
Se trató del último mundial organizado de forma independiente, pues desde 2017, su organización está enmarcada en los Juegos Mundiales de Patinaje.

## Organización
13 selecciones nacionales participaron del torneo, de las cuales 5 son de América, 5 de Europa, 2 de África y 1 de Asia.
El equipo egipcio volvió a participar luego de doce años. En contraste, el equipo suizo, que terminó la anterior Copa del Mundo en el séptimo lugar, no participó debido a los costos financieros excesivos asociados con los viajes a América del Sur. Del mismo modo, el equipo inglés renunció a su participación, principalmente por la falta de preparación del equipo en términos físicos y tácticos, y también debido a los costes financieros asociados con los viajes.
Los equipos participantes fueron:
| América        | Europa   | África    | Asia  |
| Argentina      | Alemania | Egipto    | India |
| Brasil         | España   | Sudáfrica |       |
| Chile          | Francia  |           |       |
| Colombia       | Italia   |           |       |
| Estados Unidos | Portugal |           |       |

En lo referente al arbitraje, este estuvo compuesto por diez árbitros que fueron designados para sobrellevar los cotejos, junto a la supervisión de Francesco Rossi, presidente del Comité Internacional de Arbitraje para esta ocasión. La lista:
| Árbitros designados              | Árbitros designados | Árbitros designados | Árbitros designados |
| -------------------------------- | ------------------- | ------------------- | ------------------- |
| Francesco Rossi (Presidente CIA) | Boris Tarassioux    | Álvaro Meza         |                     |
| Cristián Madariaga               | José Risso          | Ricardo Soares Leão |                     |
| Ulderico Barbarisi               | Leandro Azzi Agra   | Germán Pinto        |                     |
| Josep Ribo Navarro               | Daniel Löwe         | Isidro Martínez     |                     |
| Ricardo González                 |                     |                     |                     |

## Fase de grupos
Debido a diferencias entre la Federación Internacional de Patinaje (FIRS) y el Comité Organizador del Mundial, el fixture de la fase de grupo se comunicó recién el día del inicio del mundial. Ya que el Comité local aceptó el argumento de FIRS para privilegiar los tres grupos en pos de un rendimiento previsiblemente más parejo para las selecciones más débiles.
El método de la FIRS empleado para la distribución de los países en cada grupo fue el sistema de serpentina, tomando para ello la posición de cada selección en el último campeonato disputado en Francia.
| Grupo A       | Grupo B        | Grupo C             |
| Argentina (1) | Francia (2)    | Chile (3)           |
| Italia (6)    | Portugal (5)   | Alemania (4)        |
| Colombia (8)  | España (9)     | India (11)          |
| Brasil (-)    | Sudáfrica (13) | Estados Unidos (12) |
| Egipto (-)    |                |                     |

En esta etapa, se decidió establecer la existencia de tres grupos de 4 y 5 equipos, los cuales definirán las parejas que avanzarán a los cuartos de final. Las selecciones fueron distribuidas de la siguiente forma:

### Grupo A
| Equipo    | Pts | PJ | PG | PE | PP | GF | GC | Dif |
| --------- | --- | -- | -- | -- | -- | -- | -- | --- |
| Argentina | 12  | 4  | 4  | 0  | 0  | 40 | 1  | 39  |
| Italia    | 7   | 4  | 2  | 1  | 1  | 22 | 5  | 17  |
| Colombia  | 7   | 4  | 2  | 1  | 1  | 24 | 12 | 12  |
| Brasil    | 3   | 4  | 1  | 0  | 3  | 13 | 26 | -13 |
| Egipto    | 0   | 4  | 0  | 0  | 4  | 1  | 56 | -55 |

| 24 de septiembre de 2016, 17:00 | Italia | 16:0    | Egipto | Playa Brava, Iquique                        |                                             |
|                                 | Giulia Galeassi (4) María Teresa Mele (3) Pamela Lapolla (2) Alice Sartori (2) Elena Tamiozzo (2) Francesca Maniero (1) Elena Toffanin (1) Erika Ghirardello (1) | Reporte |        | Árbitro(s): Álvaro Meza Ricardo Soares Leão | Árbitro(s): Álvaro Meza Ricardo Soares Leão |

| 24 de septiembre de 2016, 21:30 | Argentina                                                                                                 | 9:1 | Colombia              | Playa Brava, Iquique                              |                                                   |
|                                 | Daiana Silva (4) Valentina Fernández (P) (2) Luciana Agudo (1) Adriana Gutiérrez (1) Salomé Rodríguez (1) | [http://mundialdehockeypatiniquique2016.org/index.php?option=com_k2&view=item&id=429%3Aen-busca-del-hexacampeonato&Itemid=190 (enlace roto disponible en Internet Archive; véase el historial, la primera versión y la última). Reporte] | (1) Catalina Martínez | Árbitro(s): Josep Ribo Navarro Ulderico Barbarisi | Árbitro(s): Josep Ribo Navarro Ulderico Barbarisi |

| 25 de septiembre de 2016, 11:00 | Argentina | 14:0    | Egipto | Playa Brava, Iquique                            |                                                 |
|                                 | Julieta Fernández (3) Lorena Rodríguez (3) Valentina Fernández (2) Daiana Silva (2) Luciana Agudo (1) Adriana Gutiérrez (1) Salomé Rodríguez (1) Verónica Diéguez (1) | Reporte |        | Árbitro(s): Cristián Madariaga Boris Tarassioux | Árbitro(s): Cristián Madariaga Boris Tarassioux |

| 25 de septiembre de 2016, 20:00 | Italia                                                               | 5:1     | Brasil                | Playa Brava, Iquique                     |                                          |
|                                 | Elena Tamiozzo (2) María Teresa Mele (P) (P) (2) Giulia Galeassi (1) | Reporte | (1) (P) Adriana Costa | Árbitro(s): Boris Tarassioux Daniel Löwe | Árbitro(s): Boris Tarassioux Daniel Löwe |

| 25 de septiembre de 2016, 21:30 | Colombia | 16:0    | Egipto | Playa Brava, Iquique                             |                                                  |
|                                 | Catalina Martínez (5) Camila Morales (4) Sara Bedoya (3) Paola Gutiérrez (2) Andrea Rodríguez (1) Diana Rivas (1) | Reporte |        | Árbitro(s): Ricardo Soares Leão Ricardo González | Árbitro(s): Ricardo Soares Leão Ricardo González |

| 26 de septiembre de 2016, 11:00 | Brasil                                                                         | 10:1    | Egipto            | Playa Brava, Iquique                   |                                        |
|                                 | Letícia Pestana (4) Adriana Costa (3) Andrea Regueira (2) Mariane Oliveira (1) | Reporte | (1) Salma Mohamed | Árbitro(s): José Risso Isidro Martínez | Árbitro(s): José Risso Isidro Martínez |

| 26 de septiembre de 2016, 12:30 | Italia            | 1:10 (t. s.) | Colombia           | Playa Brava, Iquique                             |                                                  |
|                                 | Giula Galessi (1) | Reporte      | (1) Juanita Alzate | Árbitro(s): Leandro Azzi Agra Josep Ribo Navarro | Árbitro(s): Leandro Azzi Agra Josep Ribo Navarro |

| 26 de septiembre de 2016, 21:30 | Argentina | 14:0    | Brasil | Playa Brava, Iquique                        |                                             |
|                                 | Lorena Rodríguez (3) Adriana Gutíerrez (2) Luciana Agudo (2) Salomé Rodríguez (2) Daiana Silva (2) Julieta Fernández (2) Valentina Fernández (P) (1) | Reporte |        | Árbitro(s): Josep Ribo Navarro Germán Pinto | Árbitro(s): Josep Ribo Navarro Germán Pinto |

| 27 de septiembre de 2016, 16:30 | Colombia                                                                       | 6:2     | Brasil                                | Playa Brava, Iquique                            |                                                 |
|                                 | Juanita Alzate (2) Andrea Rodríguez (2) Paola Gutiérrez (1) Camila Moralez (1) | Reporte | (1) Marilia Pestana (1) Adriana Costa | Árbitro(s): Boris Tarassioux Cristian Madariaga | Árbitro(s): Boris Tarassioux Cristian Madariaga |

| 27 de septiembre de 2016, 21:30 | Argentina                                  | 3:0     | Italia | Playa Brava, Iquique                        |                                             |
|                                 | Salomé Rodríguez (2) Adriana Gutiérrez (1) | Reporte |        | Árbitro(s): Ricardo Soares Leão Daniel Löwe | Árbitro(s): Ricardo Soares Leão Daniel Löwe |

### Grupo B
| Equipo    | Pts | PJ | PG | PE | PP | GF | GC | Dif |
| --------- | --- | -- | -- | -- | -- | -- | -- | --- |
| España    | 9   | 3  | 3  | 0  | 0  | 22 | 2  | 20  |
| Portugal  | 6   | 3  | 2  | 0  | 1  | 17 | 5  | 12  |
| Francia   | 3   | 3  | 1  | 0  | 2  | 11 | 10 | 1   |
| Sudáfrica | 0   | 3  | 0  | 0  | 3  | 0  | 33 | -33 |

| 25 de septiembre de 2016, 12:30 | Francia                                                              | 8:0     | Sudáfrica | Playa Brava, Iquique                        |                                             |
|                                 | Vanessa Daribo (3) Emilie Laboyrie-Couderc (3) Frédérique Denest (2) | Reporte |           | Árbitro(s): Álvaro Meza Ricardo Soares Leão | Árbitro(s): Álvaro Meza Ricardo Soares Leão |

| 25 de septiembre de 2016, 18:30 | Portugal | 0:4     | España                                                                    | Playa Brava, Iquique                     |                                          |
|                                 |          | Reporte | (1) Natasha Lee (1) Marta González (1) Laura Puigdueta (1) (P) María Díez | Árbitro(s): José Risso Leandro Azzi Agra | Árbitro(s): José Risso Leandro Azzi Agra |

| 26 de septiembre de 2016, 14:00 | Portugal                                                                           | 14:0    | Sudáfrica | Playa Brava, Iquique                     |                                          |
|                                 | Marlene Sousa (4) Marta Vieira (3) Inés Vicente (3) Rute López (3) Sofía Silva (1) | Reporte |           | Árbitro(s): Boris Tarassioux Álvaro Meza | Árbitro(s): Boris Tarassioux Álvaro Meza |

| 26 de septiembre de 2016, 18:30 | Francia                                  | 2:7 | España                                                                                  | Playa Brava, Iquique                      |                                           |
|                                 | Camille Renier (1) Frédérique Denest (1) |     | (3) María Díez (1) Natasha Lee (1) Sara González (1) Berta Busquets (1) Laura Puigdueta | Árbitro(s): Daniel Löwe Leandro Azzi Agra | Árbitro(s): Daniel Löwe Leandro Azzi Agra |

| 27 de septiembre de 2016, 12:30 | España | 11:0    | Sudáfrica | Playa Brava, Iquique                 |                                      |
|                                 | Natasha Lee (2) Anna Casarramona (2) María Díez (2) Laura Puigdueta (2) Marta González (1) Sara González (1) Berta Tarrida (1) | Reporte |           | Árbitro(s): Germán Pinto Álvaro Meza | Árbitro(s): Germán Pinto Álvaro Meza |

| 27 de septiembre de 2016, 20:00 | Francia               | 1:3     | Portugal                                         | Playa Brava, Iquique                             |                                                  |
|                                 | Frederique Denest (1) | Reporte | (1) Sofía Silva (1) Rute López (1) Marlene Sousa | Árbitro(s): Ulderico Barbarisi Leandro Azzi Agra | Árbitro(s): Ulderico Barbarisi Leandro Azzi Agra |

### Grupo C
| Equipo         | Pts | PJ | PG | PE | PP | GF | GC | Dif |
| -------------- | --- | -- | -- | -- | -- | -- | -- | --- |
| Chile          | 9   | 3  | 3  | 0  | 0  | 34 | 0  | 34  |
| Alemania       | 6   | 3  | 2  | 0  | 1  | 19 | 5  | 14  |
| Estados Unidos | 3   | 3  | 1  | 0  | 2  | 8  | 22 | -14 |
| India          | 0   | 3  | 0  | 0  | 3  | 0  | 34 | -34 |

| 24 de septiembre de 2016, 20:00 | Chile | 12:0    | Estados Unidos | Playa Brava, Iquique                     |                                          |
|                                 | Catalina Flores (4) Gigliola Berloffa (2) Francisca Puertas (2) Beatriz Gaete (1) Francisca Donoso (1) Carolina Zúñiga (1) Fernanda Urrea (P) (1) | Reporte |                | Árbitro(s): José Risso Leandro Azzi Agra | Árbitro(s): José Risso Leandro Azzi Agra |

| 25 de septiembre de 2016, 17:00 | Alemania | 9:0     | India | Playa Brava, Iquique                        |                                             |
|                                 | Anna Hartje (2) Katharina Neubert (2) Franziska Neubert (1) Maren Wichardt (1) Alina Kenchels (1) Laura La Rocca (1) Simone Firll (1) | Reporte |       | Árbitro(s): Ulderico Barbarisi Germán Pinto | Árbitro(s): Ulderico Barbarisi Germán Pinto |

| 26 de septiembre de 2016, 17:00 | Alemania                                                                                          | 10:1    | Estados Unidos      | Playa Brava, Iquique                               |                                                    |
|                                 | Laura La Roca (4) Maren Wichardt (2) Simone Firll (2) Katharina Neubert (1) Franziska Neubert (1) | Reporte | (1) Kimberly Hughes | Árbitro(s): Cristián Madariaga Ricardo Soares Leão | Árbitro(s): Cristián Madariaga Ricardo Soares Leão |

| 26 de septiembre de 2016, 20:00 | Chile | 18:0    | India | Playa Brava, Iquique                           |                                                |
|                                 | Francisca Donoso (6) Catalina Flores (5) Beatriz Gaete (2) Francisca Puertas (2) Gigliola Berloffa (2) Carolina Zúñiga (1) | Reporte |       | Árbitro(s): Boris Tarassioux Leandro Azzi Agra | Árbitro(s): Boris Tarassioux Leandro Azzi Agra |

| 27 de septiembre de 2016, 11:00 | India | 0:7     | Estados Unidos                                                         | Playa Brava, Iquique                     |                                          |
|                                 |       | Reporte | (2) Kimberly Hughes (2) Alyssa Coll (2) Ciara Ashlock (1) Kaylee Logan | Árbitro(s): Ricardo González Daniel Löwe | Árbitro(s): Ricardo González Daniel Löwe |

| 27 de septiembre de 2016, 18:30 | Chile                                                                           | 4:0     | Alemania | Playa Brava, Iquique                      |                                           |
|                                 | Alexa Tapia (1) Fernanda Urrea (1) Catalina Flores (P) (1) Francisca Donoso (1) | Reporte |          | Árbitro(s): José Risso Josep Ribo Navarro | Árbitro(s): José Risso Josep Ribo Navarro |

## Fase final
Clasificaron los tres primeros de cada grupo, los segundos y los dos mejores terceros. Todos estos equipos se ordenaron en forma decreciente según fue su rendimiento. En el caso de los clasificados del grupo A, que poseía cinco equipos, se restaron los resultados contra quien resultó último del grupo.
Entonces, los primeros se ordenarán según su rendimiento y ocuparon las plazas 1, 2 y 3. El mismo procedimiento se hizo con los segundos (4, 5 y 6) y con los dos mejores terceros (7 y 8). El criterio para ordenarlos fue por puntos, diferencia de goles y el cociente.
Existió un máximo de seis goles de diferencia, para evitar que los resultados abultados beneficiaran a un equipo en particular. A partir de estos resultados, se ordenaron las parejas para los cuartos de final: 1° v/s 8°, 2° v/s 7°, 3° v/s 6° y 4° v/s 5°.
| # | Gr | Equipo         | Pts | PJ | PG | PE | PP | GF | GC | Dif |
| - | -- | -------------- | --- | -- | -- | -- | -- | -- | -- | --- |
| 1 | C1 | Chile          | 9   | 3  | 3  | 0  | 0  | 34 | 0  | 16  |
| 2 | A1 | Argentina      | 9   | 3  | 3  | 0  | 0  | 26 | 1  | 15  |
| 3 | B1 | España         | 9   | 3  | 3  | 0  | 0  | 22 | 2  | 10  |
| 4 | C2 | Alemania       | 6   | 3  | 2  | 0  | 1  | 19 | 5  | 8   |
| 5 | B2 | Portugal       | 6   | 3  | 2  | 0  | 1  | 17 | 5  | 4   |
| 6 | A2 | Italia         | 4   | 3  | 1  | 1  | 1  | 7  | 5  | 1   |
| 7 | A3 | Colombia       | 4   | 3  | 1  | 1  | 1  | 8  | 13 | –5  |
| 8 | B3 | Francia        | 3   | 3  | 1  | 0  | 2  | 11 | 10 | 1   |
| 9 | C3 | Estados Unidos | 3   | 3  | 1  | 0  | 2  | 8  | 22 | –6  |

### Cuadro
|  | Quinto puesto  | Quinto puesto  |           |    | 5º al 8º puesto | 5º al 8º puesto |          |    | Cuartos de final | Cuartos de final |           |    | Semifinales   | Semifinales   |  |  | Final | Final |
|  |                |                |           |    |                 |                 |          |    |                  |                  |           |    |               |               |  |  |       |       |
|  |                |                |           |    |                 |                 |          |    |                  |                  |           |    |               |               |  |  |       |       |
|  |                |                |           |    |                 |                 |          |    |                  |                  |           |    |               |               |  |  |       |       |
|  |                |                |           |    |                 |                 |          |    | Chile            | 20               |           |    |               |               |  |  |       |       |
|  |                |                |           |    |                 |                 |          |    | Chile            | 20               |           |    |               |               |  |  |       |       |
|  |                |                | Francia   | 21 |                 |                 |          |    |                  |                  |           |    |               |               |  |  |       |       |
|  |                | Chile          | Francia   | 21 | 4               |                 |          |    |                  | Francia          | 0         |    |               |               |  |  |       |       |
|  |                |                |           |    | 4               |                 |          |    |                  | Francia          | 0         |    |               |               |  |  |       |       |
|  |                |                | Alemania  | 2  |                 |                 | Portugal | 5  |                  |                  |           |    |               |               |  |  |       |       |
|  | Alemania       | 40             | Alemania  | 2  |                 |                 | Portugal | 5  |                  |                  |           |    |               |               |  |  |       |       |
|  | Alemania       | 40             |           |    |                 |                 |          |    |                  |                  |           |    |               |               |  |  |       |       |
|  |                |                | Portugal  | 41 |                 |                 |          |    |                  |                  |           |    |               |               |  |  |       |       |
|  | Chile          | 3              | Portugal  | 41 |                 |                 | Portugal | 20 |                  |                  |           |    |               |               |  |  |       |       |
|  | Chile          | 3              |           |    |                 |                 | Portugal | 20 |                  |                  |           |    |               |               |  |  |       |       |
|  | Colombia       | 0              |           |    | España          | 21              |          |    |                  |                  |           |    |               |               |  |  |       |       |
|  | Colombia       | 0              | Argentina | 5  | España          | 21              |          |    |                  |                  |           |    |               |               |  |  |       |       |
|  |                |                | Argentina | 5  |                 |                 |          |    |                  |                  |           |    |               |               |  |  |       |       |
|  |                |                | Colombia  | 0  |                 |                 |          |    |                  |                  |           |    |               |               |  |  |       |       |
|  | Séptimo puesto | Séptimo puesto | Colombia  | 0  | Colombia        | 3               |          |    |                  |                  | Argentina | 10 | Tercer puesto | Tercer puesto |  |  |       |       |
|  | Séptimo puesto | Séptimo puesto |           |    | Colombia        | 3               |          |    |                  |                  | Argentina | 10 | Tercer puesto | Tercer puesto |  |  |       |       |
|  |                |                |           |    | Italia          | 1               |          |    | España           | 1                |           |    |               |               |  |  |       |       |
|  | Alemania       | 01             | España    | 4  | Italia          | 1               | Francia  | 0  | España           | 1                |           |    |               |               |  |  |       |       |
|  | Alemania       | 01             | España    | 4  |                 |                 | Francia  | 0  |                  |                  |           |    |               |               |  |  |       |       |
|  | Italia         | 02             |           |    | Italia          | 0               |          |    | Argentina        | 4                |           |    |               |               |  |  |       |       |

### Cuartos de final
| 29 de septiembre de 2016, 17:00 | Alemania                                                    | 40:41 (t. s.) | Portugal                                                    | Playa Brava, Iquique                     |                                          |
|                                 | Maren Wichardt (1) Laura La Rocca (1) Anna Hartje (1) ? (1) | Reporte       | (2) (t.s.) Marlene Sousa (2) Sofía Silva (1) Renata Balonas | Árbitro(s): Álvaro Meza Boris Tarassioux | Árbitro(s): Álvaro Meza Boris Tarassioux |

| 29 de septiembre de 2016, 18:30 | España                                                                      | 4:0     | Italia | Playa Brava, Iquique                              |                                                   |
|                                 | Anna Casarramona (1) Berta Busquets (1) Laura Puigdueta (1) Natasha Lee (1) | Reporte |        | Árbitro(s): Leandro Azzi Agra Ricardo Soares Leão | Árbitro(s): Leandro Azzi Agra Ricardo Soares Leão |

| 29 de septiembre de 2016, 20:00 | Chile                | 20:21 (t. s.) | Francia                                        | Playa Brava, Iquique                              |                                                   |
|                                 | Francisca Donoso (2) | Reporte       | (2) Vanessa Daribo (A) (t.s.) Francisca Donoso | Árbitro(s): Ulderico Barbarisi Josep Ribo Navarro | Árbitro(s): Ulderico Barbarisi Josep Ribo Navarro |

| 29 de septiembre de 2016, 21:30 | Argentina                                                                                             | 5:0     | Colombia | Playa Brava, Iquique               |                                    |
|                                 | Daiana Silva (1) Adriana Gutiérrez (1) Luciana Agudo (1) Valentina Fernández (1) Verónica Diéguez (1) | Reporte |          | Árbitro(s): José Risso Daniel Löwe | Árbitro(s): José Risso Daniel Löwe |

### Semifinales 5º lugar
| 30 de septiembre de 2016, 16:00 | Colombia                              | 3:1     | Italia                | Playa Brava, Iquique                           |                                                |
|                                 | Catalina Martínez (2) Diana Rivas (1) | Reporte | (1) Erika Ghirardello | Árbitro(s): Boris Tarassioux Leandro Azzi Agra | Árbitro(s): Boris Tarassioux Leandro Azzi Agra |

| 30 de septiembre de 2016, 20:30 | Chile                                                                                 | 4:2     | Alemania               | Playa Brava, Iquique                      |                                           |
|                                 | Francisca Puertas (1) Fernanda Urrea (P) (1) Catalina Flores (1) Francisca Donoso (1) | Reporte | (2) Kim Alina Henckels | Árbitro(s): Josep Ribo Navarro José Risso | Árbitro(s): Josep Ribo Navarro José Risso |

### Semifinales
| 30 de septiembre de 2016, 19:00 | Francia | 0:5     | Portugal                                                            | Playa Brava, Iquique                       |                                            |
|                                 |         | Reporte | (1) Sofía Silva (1) Renata Balonas (2) Marlene Sousa (1) Rute Lopes | Árbitro(s): Daniel Löwe Cristián Madariaga | Árbitro(s): Daniel Löwe Cristián Madariaga |

| 30 de septiembre de 2016, 22:00 | Argentina            | 10:11 (t. s.) | España                                      | Playa Brava, Iquique                               |                                                    |
|                                 | Lorena Rodríguez (1) | Reporte       | (1) Anna Casarramona (1) (t.s.) Natasha Lee | Árbitro(s): Ricardo Soares Leão Ulderico Barbarisi | Árbitro(s): Ricardo Soares Leão Ulderico Barbarisi |

### Séptimo lugar
| 1 de octubre de 2016, 15:30 | Alemania                      | 01:02 (t. s.) | Italia                                                         | Playa Brava, Iquique                               |                                                    |
|                             | Maren Wichardt (t.s.) (P) (1) | Reporte       | (1) (P) (t.s.) Pamela Lapolla (1) (P) (t.s.) Erika Ghirardello | Árbitro(s): Ricardo Soares Leão Josep Ribo Navarro | Árbitro(s): Ricardo Soares Leão Josep Ribo Navarro |

### Quinto lugar
| 1 de octubre de 2016, 17:00 | Chile                                                        | 3:0     | Colombia | Playa Brava, Iquique                           |                                                |
|                             | Francisca Donoso (1) Catalina Flores (1) Carolina Zúñiga (1) | Reporte |          | Árbitro(s): Boris Tarassioux Leandro Azzi Agra | Árbitro(s): Boris Tarassioux Leandro Azzi Agra |

### Tercer lugar
| 1 de octubre de 2016, 18:30 | Francia | 0:4     | Argentina                                                   | Playa Brava, Iquique                |                                     |
|                             |         | Reporte | (2) Adriana Gutiérrez (1) Lorena Rodríguez (1) Daiana Silva | Árbitro(s): Álvaro Meza Daniel Löwe | Árbitro(s): Álvaro Meza Daniel Löwe |

### Final
| 1 de octubre de 2016, 20:00 | Portugal                           | 20:21 (t. s.) | España                                   | Playa Brava, Iquique                      |                                           |
|                             | Marta Vieira (1) Marlene Sousa (1) | Reporte       | (2) Laura Puigdueta (1) (t.s) María Díez | Árbitro(s): José Risso Ulderico Barbarisi | Árbitro(s): José Risso Ulderico Barbarisi |

| Bandera de España  |
| Selección campeona |
| España             |
| Quinto título      |

## Noveno al decimotercer lugar
Esta liguilla la jugaron los equipos que quedaron eliminados en la fase grupal del campeonato, y su objetivo fue dirimir la posición de dichas selecciones en la clasificación final, estableciéndose para ello un todos contra todos, con suma de puntos tal cual se tratase de un grupo. También, se convalidó algunos resultados de la primera fase.
|    | Equipo         | Pts | PJ | PG | PE | PP | GF | GC | Dif |
| -- | -------------- | --- | -- | -- | -- | -- | -- | -- | --- |
| 9  | Brasil         | 12  | 4  | 4  | 0  | 0  | 23 | 8  | 15  |
| 10 | Estados Unidos | 9   | 4  | 3  | 0  | 1  | 22 | 7  | 15  |
| 11 | Sudáfrica      | 6   | 4  | 2  | 0  | 2  | 14 | 15 | -1  |
| 12 | India          | 3   | 4  | 1  | 0  | 3  | 13 | 19 | -6  |
| 13 | Egipto         | 0   | 4  | 0  | 0  | 4  | 5  | 28 | -23 |

| 28 de septiembre de 2016, 9:30 | India                                             | 7:2     | Egipto            | Playa Brava, Iquique                            |                                                 |
|                                | Mani Kamboj (4) Yashdeep Kaur (2) Ritu Nagpal (1) | Reporte | (2) Salma Mohamed | Árbitro(s): Cristian Madariaga Ricardo González | Árbitro(s): Cristian Madariaga Ricardo González |

| 28 de septiembre de 2016, 11:00 | Estados Unidos                                                            | 6:2     | Sudáfrica          | Playa Brava, Iquique                    |                                         |
|                                 | Kimberly Hughes (2) Kylie Hughes (2) Sarah Molloy (1) Rachel Trussell (1) | Reporte | (2) Monique Jardim | Árbitro(s): Álvaro Meza Isidro Martínez | Árbitro(s): Álvaro Meza Isidro Martínez |

| 26 de septiembre de 2016, 11:00 (Partido revalidado del Grupo A) | Brasil                                                                         | 10:1    | Egipto            | Playa Brava, Iquique                   |                                        |
|                                                                  | Letícia Pestana (4) Adriana Costa (3) Andrea Regueira (2) Mariane Oliveira (1) | Reporte | (1) Salma Mohamed | Árbitro(s): José Risso Isidro Martínez | Árbitro(s): José Risso Isidro Martínez |

| 29 de septiembre de 2016, 10:00 | Estados Unidos                                                         | 6:0     | Egipto | Playa Brava, Iquique                        |                                             |
|                                 | Kylie Hughes (2) Rachel Trussell (2) Kaylee Logan (1) Sarah Molloy (1) | Reporte |        | Árbitro(s): Ulderico Barbarisi Germán Pinto | Árbitro(s): Ulderico Barbarisi Germán Pinto |

| 29 de septiembre de 2016, 11:30 | India                             | 2:5     | Brasil                                 | Playa Brava, Iquique           |                                |
|                                 | Yashdeep Kaur (1) Mani Kamboj (1) | Reporte | (4) Mariane Oliveira (1) Adriana Costa | Árbitro(s): José Risso Ibrahim | Árbitro(s): José Risso Ibrahim |

| 30 de septiembre de 2016, 09:30 | Sudáfrica                                                                            | 5:2     | Egipto              | Playa Brava, Iquique                         |                                              |
|                                 | Gabriela da Silva (2) Alexia Kátia de Sá (1) Andréia da Silva (1) Monique Jardim (1) | Reporte | (2) Passant Mohamed | Árbitro(s): Isidro Martínez Boris Tarassioux | Árbitro(s): Isidro Martínez Boris Tarassioux |

| 30 de septiembre de 2016, 11:30 | Estados Unidos                       | 3:5     | Brasil                                                    | Playa Brava, Iquique                        |                                             |
|                                 | Kimberly Hughes (2) Kylie Hughes (1) | Reporte | (3) Adriana Costa (1) Andrea Regueira (1) Letícia Pestana | Árbitro(s): Cristián Madariaga Germán Pinto | Árbitro(s): Cristián Madariaga Germán Pinto |

| 30 de septiembre de 2016, 17:30 | India                                              | 4:5     | Sudáfrica                                                     | Playa Brava, Iquique          |                               |
|                                 | Mani Kamboj (2) Navneet Kaur (1) Yashdeep Kaur (1) | Reporte | (2) Monique Jardim (2) Gabriela da Costa (1) Ana Bela Peleias | Árbitro(s): Walid Álvaro Meza | Árbitro(s): Walid Álvaro Meza |

| 1 de octubre de 2016, 9:30 | Sudáfrica                                | 2:3     | Brasil                                                    | Playa Brava, Iquique                        |                                             |
|                            | Gabriela da Costa (1) Monique Jardim (1) | Reporte | (1) Andrea Regueira (1) Marília Pestana (1) Adriana Costa | Árbitro(s): Cristián Madariaga Germán Pinto | Árbitro(s): Cristián Madariaga Germán Pinto |

| 27 de septiembre de 2016, 11:00 (Partido revalidado del Grupo C) | India | 0:7     | Estados Unidos                                                         | Playa Brava, Iquique                     |                                          |
|                                                                  |       | Reporte | (2) Kimberly Hughes (2) Alyssa Coll (2) Ciara Ashlock (1) Kaylee Logan | Árbitro(s): Ricardo González Daniel Löwe | Árbitro(s): Ricardo González Daniel Löwe |

## Clasificación final
| Pos.              | Selección      |
| ----------------- | -------------- |
| Medalla de oro    | España         |
| Medalla de plata  | Portugal       |
| Medalla de bronce | Argentina      |
| 4                 | Francia        |
| 5                 | Chile          |
| 6                 | Colombia       |
| 7                 | Italia         |
| 8                 | Alemania       |
| 9                 | Brasil         |
| 10                | Estados Unidos |
| 11                | Sudáfrica      |
| 12                | India          |
| 13                | Egipto         |

## Goleadoras
| Jugadora                  | Selección      | Goles |
| ------------------------- | -------------- | ----- |
| Catalina Flores           | Chile          | 12    |
| Francisca Donoso Andalaft | Chile          | 12    |
| Adriana Costa             | Brasil         | 11    |
| Daiana Silva              | Argentina      | 10    |
| Marlene Sousa             | Portugal       | 10    |
| Adriana Gutiérrez         | Argentina      | 8     |
| Lorena Rodríguez          | Argentina      | 8     |
| Laura La Rocca            | Alemania       | 7     |
| Kimberly Hughes           | Estados Unidos | 7     |
| Mani Kamboj               | India          | 7     |
| María Diez                | España         | 7     |
| Giulia Galeassi           | Italia         | 6     |
| Salomé Rodríguez          | Argentina      | 6     |
| Valentina Fernández       | Argentina      | 6     |
| Natasha Lee               | España         | 6     |
| Monique Jardim            | Sudáfrica      | 6     |
| Laura Puigdueta           | España         | 6     |